# Шишич, Эмир
Эмир Шишич (серб. Емир Шишић, родился 17 марта 1963 года в Живинице) — лётчик Югославской народной армии, майор ВВС Югославии. Стал известен после того, как 7 января 1992 года во время войны в Хорватии сбил вертолёт Евросоюза UH-1 над хорватской деревней Подруте. В результате крушения погибло 5 человек, а Шишича привлекли к уголовной ответственности в Италии. 9 мая 2001 года его арестовали в Венгрии и выдали Италии, он получил по приговору 15 лет тюрьмы и затем в ноябре 2006 года экстрадирован в Сремска-Митровицу после переговоров Сербии и Италии. Освобождён досрочно 9 мая 2008.

## Военная карьера
Майор Эмир Шишич нёс службу в ВВС Союзной Республики Югославии, на базе Желява около Бихача, где базировался 117-й истребительный полк. Он был пилотом истребителя МиГ-21 124-й истребительной эскадрильи. 7 января 1992 года вертолёт Евросоюза Bell UH-1 Iroquois совершал полёт по распоряжению Евросоюза и вошёл в воздушное пространство над территорией Республики Хорватии без разрешения югославских властей. Территория Хорватии была объявлена на тот момент бесполётной зоной, поскольку Югославская народная армия стремилась предотвратить поставку вооружения Хорватии. Шишич получил приказ перехватить вертолёт и заставить его покинуть бесполётную зону.
В местности рядом с деревнями Подруте и Нови-Мароф (около Вараждина) Шишич получил приказ сбить вертолёт. Он выпустил ракету «воздух-воздух», которая поразила вертолёт. На борту находилось пять наблюдателей Евросоюза (четыре из Италии, один из Франции) — все они погибли. После эвакуации персонала ВВС Югославии с аэродрома Шишич продолжил службу в качестве лётчика Ан-26 на авиабазе Батайница. Итальянские власти возбудили уголовное дело против Шишича, 9 мая 2001 года власти Венгрии арестовали Шишича на югославско-венгеркой границе по требованию Интерпола на пограничном переходе Хоргош-Реске. Через год, в июне 2002 года, он был выдан Италии.
По приговору итальянского суда он получил сначала пожизненный срок, затем его сократили до 15 и до 12 лет. В 2006 году Италия после переговоров с Сербией договорилась депортировать Шишича обратно в Сербию, где он должен был отбыть остаток наказания. В ноябре его перевели в тюрьму в Сремска-Митровице, а 9 мая 2008 года окружной суд Нови-Сада условно досрочно освободил Шишича. Министерство юстиции Сербии заявило, что суд имел право принять подобное решение, несмотря на данные Министерству юстиции Италии гарантии.